# NGC 4283
NGC 4283 (również PGC 39800 lub UGC 7390) – galaktyka eliptyczna (E), znajdująca się w gwiazdozbiorze Warkocza Bereniki. Odkrył ją William Herschel 13 marca 1785 roku.